# Синдикализам
Синдикализам је револуционарна струја унутар радничког покрета која, кроз индустријски синдикализам, настоји да синдикализира раднике према индустрији и штрајковима унапреди њихове захтеве, са коначним циљем да кроз друштвену својину стекне контролу над средствима за производњу и економијом у целини. Развијени у француским радничким синдикатима током касног 19. века, синдикалистички покрети су били најдоминантнији међу социјалистичким покретима током међуратног периода који је претходио избијању Другог светског рата.
Главне синдикалистичке организације укључивале су Генералну конфедерацију рада (CGT) у Француској, Националну конфедерацију рада (CNT) у Шпанији, Италијанску синдикалистичку унију (USI), Слободни раднички синдикат Немачке (FAUD) и аргентински регионални раднички савез "Федерација" (FORA). Иако себе нису сматрали синдикалистима, Индустријски радници света (IWW) у Сједињеним Државама, Ирски синдикат транспорта и генералних радника (ITGWU) и Канадски "Један велики синдикат" (ЈВС). Већина историчара сматра да ове организације припадају овој струји.

## Терминологија
Синдикализам има француско порекло. На француском, syndicat је трговачка унија, обично на локалном нивоу. Одговарајуће речи у шпанском и португалском, sindicato, и италијанском, sindacato, су сличне. У ширем смислу, француски синдикализам се односи на синдикализам уопште. Концепт syndicalisme révolutionnaire или револуционарни синдикализам појавио се у француским социјалистичким часописима 1903, а Француска Генерална конфедерација рада (Confédération générale du travail, CGT) је почела да користи тај термин да опише свој бренд синдикалног друштва. Револуционарни синдикализам, или чешће синдикализам са револуционарним имплицираним, синдикалисти су потом прилагодили бројним језицима по француском моделу.
Многи научници, укључујући Ралфа Дарлингтона, Марсела ван дер Линдена и Вејна Торпа, примењују синдикализам на бројне организације или струје унутар радничког покрета које се нису идентификовале као синдикалистичке. Они ову етикету примењују на велике синдикалисте или индустријске унионисте у Северној Америци и Аустралији, ларкинисте (назване по ирском лидеру ITGWU-а Џејмсу Ларкину) у Ирској и групе које се идентификују као револуционарни индустријалци, револуционарни унионисти, анархосиндикалисти или саветници. Ово укључује Индустријске раднике света (IWW) у Сједињеним Државама, који су тврдили да је њихов индустријски синдикализам „виша врста револуционарне радничке организације од оне коју су предлагали синдикалисти“. Ван дер Линден и Торп користе синдикализам да се односе на „све револуционарне, директно-акционистичке организације”. Дарлингтон предлаже да се синдикализам дефинише као „револуционарни синдикализам”. Он и ван дер Линден тврде да је оправдано груписати тако широк спектар организација јер њихови слични начини деловања или праксе надмашују њихове идеолошке разлике.
Други, као што су Лари Питерсон и Ерик Олсен, не слажу се са овом широком дефиницијом. Према Олсену, ово схватање има „склоност да замагли разлике између индустријског синдикализма, синдикализма и револуционарног социјализма“. Питерсон даје рестриктивнију дефиницију синдикализма на основу пет критеријума:
1. Предност федерализму над централизмом.
2. Опозиција политичким партијама.
3. Гледајући на генерални штрајк као на врховно револуционарно оружје.
4. Залагање за замену државе „федералном, економском организацијом друштва“.
5. Гледа на синдикате као основне блокове посткапиталистичког друштва.

Ова дефиниција искључује IWW и Канадски "Један велики синдикат" (OBU), који је настојао да уједини све раднике у једну општу организацију. Питерсон предлаже ширу категорију револуционарног индустријског синдикализма да обухвати синдикализам, групе попут IWW и OBU и друге.